# Japan Basketball League
La Japan Basketball League (日本バスケットボールリーグ) è stata la principale lega professionistica di pallacanestro del Giappone insieme alla Bj league.

## Storia
Creata nel 2007, dopo lo scioglimento della JBL Super League, raggruppa le principali franchigie nipponiche insieme alla Bj league, ma al contrario di quest'ultima ha un sistema di promozione/retrocessione.
Nel 2012, la Japan Basketball Association annuncia l'istituzione della National Basketball League come campionato professionistico di massima serie in Giappone. La stagione 2012-13 è stata l'ultima della JBL, poiché le squadre della JBL si sono unite alla NBL.
La squadra che è riuscita a vincere più edizioni è l'Aisin SeaHorses vincendone tre.

## Albo d'oro
| Stagione  | Vincitore                                                                            | Serie                                                                                | Secondo Posto                                                                        |
| 2007-2008 | Aisin SeaHorses                                                                      | 3-2                                                                                  | Toyota Alvark                                                                        |
| 2008-2009 | Aisin SeaHorses                                                                      | 3-1                                                                                  | Hitachi SunRock.                                                                     |
| 2009-2010 | Link Tochigi Brex                                                                    | 3-0                                                                                  | Aisin SeaHorses                                                                      |
| 2010-2011 | Nessun vincitore (campionato interrotto a causa del terremoto e maremoto del Tōhoku) | Nessun vincitore (campionato interrotto a causa del terremoto e maremoto del Tōhoku) | Nessun vincitore (campionato interrotto a causa del terremoto e maremoto del Tōhoku) |
| 2011-2012 | Toyota Alvark                                                                        | 3-1                                                                                  | Aisin SeaHorses                                                                      |
| 2012-2013 | Aisin SeaHorses                                                                      | 3-2                                                                                  | Toshiba Brave Th.                                                                    |

## Vittorie per club
| Club              | Titolo | Città      | Anno             |
| ----------------- | ------ | ---------- | ---------------- |
| Aisin SeaHorses   | 3      | Kariya     | 2008, 2009, 2013 |
| Toyota Alvark     | 1      | Tokyo      | 2012             |
| Link Tochigi Brex | 1      | Utsunomiya | 2010             |